# Santa Paola Romana
Santa Paola Romana är en kyrkobyggnad och titelkyrka i Rom, helgad åt den heliga Paula av Rom (347–404). Kyrkan är belägen vid Via Duccio Galimberti i quartiere Trionfale och tillhör församlingen Santa Paola Romana.

## Historia
Kyrkan uppfördes åren 1949–1951 efter ritningar av arkitekten Tullio Rossi. Kyrkan konsekrerades den 9 november 1951 av kardinal Clemente Micara. Kyrkan byggdes bredvid kapellet Santa Maria del Pozzo fuori Porta Angelica, vilket revs år 1961. Kapellets namn lever kvar i återvändsgränden Borghetto Madonna del Pozzo.
Fasaden har en portik med en rundbågeportal. Dedikationsinskriptionen lyder: DOM IN HON S PAVLAE DIC A D MCMLI. 
Interiören är enskeppig. Absiden domineras av en mosaik som framställer den Heliga familjen med den heliga Paula i Betlehem. Till vänster i kyrkan finns ett sidokapell, där ikonen Madonna del Pozzo vördas.
Kyrkan är belägen vid Via Duccio Galimberti, uppkallad efter den italienske juristen och partisanen Duccio Galimberti (1906–1944). Galimberti var en tongivande person inom motståndsrörelsen mot fascisterna. Han greps i november 1944 av Brigate Nere, Republikanska fascistpartiets milis, och avled i början av påföljande månad, av den tortyr han utsatts för.

## Titelkyrka
Kyrkan stiftades som titelkyrka av påve Franciskus år 2015.
Kardinalpräster
- Soane Patita Paini Mafi: 2015–